# Chinatsu Matsui
Chinatsu Matsui (jap. 松井千夏, Matsui Chinatsu; * 8. August 1977 in Kawasaki) ist eine ehemalige japanische Squashspielerin.

## Karriere
Chinatsu Matsui spielte von 2001 bis 2010 auf der PSA World Tour und gewann auf dieser einen Titel. Diesen errang sie 2009 bei den China Squash Open. Ihre beste Platzierung in der Weltrangliste erreichte sie mit Rang 50 im September 2007. Mit der japanischen Nationalmannschaft nahm sie 2002, 2004, 2006, 2008 und 2012 an der Weltmeisterschaft teil. Zudem stand sie von 2002 bis 2014 viermal im japanischen Kader bei den Asienspielen und vertrat Japan bei den World Games 2009. Vor 2008 gewann sie viermal die japanischen Meisterschaften.

## Erfolge
- Gewonnene PSA-Titel: 1
- Japanische Meisterin: 4 Titel